# Красная Слобода (Октябрьский район)
Красная Слобода (бел. Чырвоная Слабада; до 1929 года — Германова Слобода (бел. Ге́рманава Слабада́) — агрогородок в Октябрьском районе Гомельской области Беларуси. Административный центр Краснослободского сельсовета.
На севере граничит с лесом.

## География

### Расположение
В 25 км на юго-запад от Октябрьского, 25 км от железнодорожной станции Рабкор (на ветке Бобруйск — Рабкор от линии Осиповичи — Жлобин), 232 км от Гомеля.

### Гидрография
На реке Оресса (приток реки Птичь).

## Транспортная сеть
Транспортные связи по просёлочной, затем автомобильной дороге Октябрьский — Новосёлки. Планировка состоит из длинной, изогнутой широтной улицы (вдоль реки), к которой с севера присоединяются 3 соединённые между собой короткие улицы. Застройка двусторонняя, усадебного типа. В 1986 году построено 55 кирпичных домов, в которых разместились переселенцы из загрязнённых радиацией в результате катастрофы на Чернобыльской АЭС мест.

## История
Выявленные и исследованные археологами курганы, что были рядом с деревней, свидетельствуют о заселении этих мест с давних времён. По письменным источникам известна с начала XX века, когда переселенцы из соседних деревень основали здесь новое поселение. Значительно расширились размеры деревни в 1920-е годы. В 1930 году организован колхоз. С 28 июня 1939 года центр Краснослободского сельсовета Октябрьского, с 25 декабря 1962 года Светлогорского, с 30 июля 1966 года Октябрьского районов Полесской, с 20 сентября 1944 года Бобруйской, с 8 января 1954 года Гомельской области. Начальная школа в 1930-е годы преобразована в семилетнюю. Во время Великой Отечественной войны в апреле 1942 года немецкие оккупанты сожгли 10 дворов и убили 14 жителей. 76 жителей погибли на фронте. Согласно переписи 1959 года центр совхоза «Краснослободский». Работают машинный двор, швейная мастерская, средняя школа, Дом народного творчества, библиотека, детский сад, амбулатория, отделение связи, столовая, 2 магазина.
Червоннослободский сельсовет в июне 2005 года был переименован в Краснослободский.

## Население

### Численность
- 2004 год — 275 хозяйств, 634 жителя.

### Динамика
- 1940 год — 228 дворов 812 жителей.
- 1959 год — 957 жителей (согласно переписи).
- 2004 год — 275 хозяйств, 634 жителя.

## Культура
- Краснослободский сельский Дом народного творчества — филиал ГУК «Центр культурно-досуговой деятельности Октябрьского района»

## Известные уроженцы
- Н. З. Асмыкович — полный кавалер ордена Славы.
- И. Т. Воробьёв — Герой Социалистического Труда.